# Муліз-ан-Медок
Мулі́з-ан-Медо́к (фр. Moulis-en-Médoc) — муніципалітет у Франції, у регіоні Нова Аквітанія, департамент Жиронда. Населення — 1908 осіб (01.01.2021).
Муніципалітет розташований на відстані близько 490 км на південний захід від Парижа, 29 км на північний захід від Бордо.

## Демографія
Динаміка населення (INSEE ):
Розподіл населення за віком та статтю (2006):
| Стать | Всього | До 15 років | 15-24 | 25-44 | 45-64 | 65-85 | Понад 85 |
| --- | ------ | ----------- | ----- | ----- | ----- | ----- | -------- |
| Чоловіки | 794    | 207         | 70    | 289   | 162   | 66    | 0        |
| Жінки | 794    | 153         | 108   | 248   | 178   | 91    | 16       |
| \| Статево-вікова піраміда \| Статево-вікова піраміда \| Статево-вікова піраміда \| \| ----------------------- \| ----------------------- \| ----------------------- \| \| Чоловіки \| Вік \| Жінки \| \| 0 \| 85 + \| 16 \| \| 12 \| 80-84 \| 33 \| \| 21 \| 75-79 \| 21 \| \| 4 \| 70-74 \| 25 \| \| 29 \| 65-69 \| 12 \| \| 25 \| 60-64 \| 21 \| \| 50 \| 55-59 \| 62 \| \| 33 \| 50-54 \| 50 \| \| 54 \| 45-49 \| 45 \| \| 62 \| 40-44 \| 66 \| \| 91 \| 35-39 \| 54 \| \| 95 \| 30-34 \| 78 \| \| 41 \| 25-29 \| 50 \| \| 33 \| 20-24 \| 54 \| \| 37 \| 15-20 \| 54 \| \| 58 \| 10-14 \| 58 \| \| 54 \| 5-9 \| 45 \| \| 95 \| 0-4 \| 50 \| |        |             |       |       |       |       |          |
| Статево-вікова піраміда |        |             |       |       |       |       |          |
| Чоловіки | Вік    | Жінки       |       |       |       |       |          |
| 0 | 85 +   | 16          |       |       |       |       |          |
| 12 | 80-84  | 33          |       |       |       |       |          |
| 21 | 75-79  | 21          |       |       |       |       |          |
| 4 | 70-74  | 25          |       |       |       |       |          |
| 29 | 65-69  | 12          |       |       |       |       |          |
| 25 | 60-64  | 21          |       |       |       |       |          |
| 50 | 55-59  | 62          |       |       |       |       |          |
| 33 | 50-54  | 50          |       |       |       |       |          |
| 54 | 45-49  | 45          |       |       |       |       |          |
| 62 | 40-44  | 66          |       |       |       |       |          |
| 91 | 35-39  | 54          |       |       |       |       |          |
| 95 | 30-34  | 78          |       |       |       |       |          |
| 41 | 25-29  | 50          |       |       |       |       |          |
| 33 | 20-24  | 54          |       |       |       |       |          |
| 37 | 15-20  | 54          |       |       |       |       |          |
| 58 | 10-14  | 58          |       |       |       |       |          |
| 54 | 5-9    | 45          |       |       |       |       |          |
| 95 | 0-4    | 50          |       |       |       |       |          |

## Економіка
2010 року серед 1174 осіб працездатного віку (15—64 років) 900 були активними, 274 — неактивними (показник активності 76,7%, у 1999 році було 74,7%). З 900 активних мешканців працювало 826 осіб (445 чоловіків та 381 жінка), безробітними було 74 (34 чоловіки та 40 жінок). Серед 274 неактивних 77 осіб було учнями чи студентами, 95 — пенсіонерами, 102 були неактивними з інших причин.

У 2010 році в муніципалітеті числилось 666 оподаткованих домогосподарств, у яких проживали 1773,5 особи, медіана доходів виносила 18 153 євро на одного особоспоживача

## Пам'ятки
- Церква Сен-Сатюрнен у романському стилі. Вперше згадується 1268 року. Присвячена святому Сатурніну, першому єпископу Тулузи. Історична пам'ятка від 1846 року[7]
- Замок Мокаю, в якому міститься музей вина і виноробства. Пам'ятка культурної спадщини[8]
- Археологічні розкопки